# Geta Burlacu
Geta Burlacu (de nombre real Georgeta Burlacu, Moldavia, 22 de julio de 1974) es una famosa cantante moldava de jazz. 
En 2006 fue una de las finalistas de la preselección de su país en el Festival de la Canción de Eurovisión. Representó a Moldavia en la primera semifinal del Festival de la Canción de Eurovisión 2008 con la canción A century of love, quedando duodécima con 36 puntos, sin conseguir clasificarse para la final.